# Janet Howell
Janet Denison Howell (* 7. Mai 1944 in Washington, D.C. als Janet Denison) ist eine US-amerikanische Politikerin (Demokratische Partei). Seit 1992 ist sie Senatorin im Senat von Virginia und vertritt dort den 32. Distrikt.

## Leben
Janet Howell wurde 1944 als Tochter des Ökonomen Edward F. Denison in Washington, D.C. geboren. Sie besuchte das Oberlin College und erhielt dort 1966 einen Bachelor of Arts. Danach setzte sie ihr Studium an der University of Pennsylvania fort und schloss es 1968 mit einem Master of Arts (M.A.) ab. Howell war Lehrerin an einer Schule in öffentlicher Trägerschaft und arbeitete später als legislative assistant.
Im Jahr 1991 wurde sie erstmals in den Senat von Virginia gewählt. Bei den darauffolgenden Wahlen konnte sie ihr Mandat jeweils verteidigen. Als Senatorin gehörte sie verschiedenen Komitees an, unter anderem war sie die erste Frau in dem Senate Finance Committee. Des Weiteren war sie die erste Frau und der zweite Nichtjurist im Courts of Justice Committee.
Howell ist seit 1966 verheiratet und hat zwei Söhne.